# هنری شولف
هنری شولف (فنلاندی: Henri Scheweleff؛ زادهٔ ۱۵ آوریل ۱۹۸۳) بازیکن فوتبال اهل فنلاند است.
از باشگاه‌هایی که در آن بازی کرده‌است می‌توان به باشگاه فوتبال اورگریته، باشگاه فوتبال ایلوس، باشگاه فوتبال واسان پالوسئورا، و باشگاه فوتبال تامپره یونایتد اشاره کرد.
وی همچنین در تیم ملی فوتبال فنلاند بازی کرده‌است.